# Disco Escultura
Disco escultura es el quinto y último álbum de estudio de la banda de rock barrial Callejeros, fue lanzado a la venta el 7 de julio de 2008. El álbum es multigenérico, ya que abarca desde el funk de la canción apertura "Guiños", el reggae en "El ignorante" o la canción cierre del álbum, "Pompeya" con reminiscencias de jota española.
Este es el segundo álbum desde la Tragedia de Cromañón en 2004 El título del disco está basado en la leyenda disco es cultura, que aparecía en los vinilos en los años 1970. Este álbum es el primer lanzamiento del sello propio de la banda, Rocanroles Argentinos.
Es el último  proyecto lanzado por la banda antes de su disolución en el 2010.

## Grabación
Disco escultura fue grabado entre noviembre de 2007 y febrero de 2008, las sesiones de grabación contaron con los músicos Patricio Santos Fontanet en voz y coros, Juan Carbone en saxofón alto, tenor y voz en el tema "Esa invisible línea", Elio Delgado guitarra y coros el tema "Quedó", Maximiliano Djerfy en guitarra coros y voz en el tema "El ignorante", Christian Torrejón en el bajo eléctrico y Eduardo Arturo Vázquez en batería.
Todas las canciones fueron grabadas en Landon Records. El disco fue registrado, mezclado y editado por el técnico Claudio Romandini en el estudio Abasto Mosterland.

## Arte
El álbum Disco escultura tiene una forma peculiar, es un diseño troquelado con temática de mitología griega (un caso similar como Artaud), la tapa es una mujer sosteniendo un escudo con las iniciales CJS y con un león a su costado, atrás esta la lista de canciones, con la mujer de espaldas. Al abrirse esta figura en dos, del otro lado se encuentra la imagen de una mujer con los ojos tapados y la boca cosida (el icono de la mujer de la Justicia), en referencia a la estatua de los tribunales de la canción "Guiños". Los dibujos y diseños estuvieron a cargo de Daniel Cardell y Paula Mangone.

## Músicos invitados
En algunas canciones del álbum se puede apreciar que algunos temas no son cantados por miembros del grupo, es que muchos otros músicos participaron en las sesiones de grabación de Disco Escultura. Como músicos invitados se encontraban: Stella Carbone, quién canto algunas líneas en "La canción", "El Ignorante" y "Canción de cuna para Julieta". Luis G. Lamas tocó la percusión de las canciones "La canción", "Esa invisible línea" y en "Canción de cuna para Julieta", Hernán Garibaldi también tocó la percusión en algunas canciones que fueron "Guiños", "Esa invisible línea" y "El ignorante", Hugo Lobo tocó la trompeta en las canciones "Guiños" y "Esa invisible línea", Sergio Colombo tocó el saxofón tenor en "Guiños", "El Espejo" y "El ignorante", Martino Gessualdi tocó el trombón en "Guiños", "El Espejo" y "La Canción", Fernando M. Padilla Martínez todo la trompeta en "Guiños", Mariano Gallegos tocó el teclado en "Más allá", "El ignorante" y "Canción de cuna para Julieta", Orlando Pedrello tocó la guitarra en "La Canción" y "Pompeya", Ariel Villanueva tocó la guitarra en "Esa invisible línea", Marcelo Fernández tocó la flauta traversa en "La Canción", Juan Pablo Otero tocó la guitarra en "Pompeya", Juan Carlos Carbone recitó el final de "Guiños", Sergio Fernández rapeó unas líneas en "El Ignorante", las voces de niños en "Canción de cuna para Julieta" son de Julieta Delgado, Lucila Torrejón, Ulises Carbone y Valentina Vázquez.

## Relación entre el álbum y el juicio a la banda
En el libro adjunto al álbum se simula un acta judicial, del "Juzgado de Los Invisibles", del que solo tienen conocimiento aquellos que violan las leyes. El álbum fue lanzado unas semanas antes del juicio oral en donde se estimó que el grado de culpabilidad de la banda por los hechos era inexistente, de allí van las alusiones a los tribunales, los sobornos y demás, tanto en el arte del álbum, como en la canción "Guiños".
En algunas líneas en las canciones del álbum se hacen autorreferencias, como ejemplo: "Porque no mato, ni violo ni estafo. Hago rock, que es lo que siento, y lo único que sé hacer", en "Si querés que sea yo", como una defensa ante las acusaciones de culpabilidad de la banda.

## Lista de canciones
| N.º | Título                         | Vocalista principal                                   | Duración |  |
| 1.  | «Guiños»                       | Patricio Fontanet y Juacho Carbone (recita el final)  | 3:59     |  |
| 2.  | «El espejo»                    | Patricio Fontanet                                     | 5:01     |  |
| 3.  | «La canción»                   | Patricio Fontanet y Stella Carbone                    | 4:44     |  |
| 4.  | «Rehén»                        | Patricio Fontanet                                     | 5:05     |  |
| 5.  | «Esa invisible línea»          | Juancho Carbone, Patricio Fontanet                    | 3:03     |  |
| 6.  | «Más allá»                     | Patricio Fontanet                                     | 4:34     |  |
| 7.  | «Quedó»                        | Patricio Fontanet                                     | 3:16     |  |
| 8.  | «Siempre un poco más»          | Patricio Fontanet                                     | 3:29     |  |
| 9.  | «El ignorante»                 | Maximiliano Djerfy, Patricio Fontanet, Stella Carbone | 6:19     |  |
| 10. | «Lo que hay»                   | Patricio Fontanet                                     | 3:07     |  |
| 11. | «Canción de cuna para Julieta» | Patricio Fontanet y Stella Carbone                    | 3:43     |  |
| 12. | «Si querés que sea yo»         | Patricio Fontanet                                     | 4:19     |  |
| 13. | «Pompeya»                      | Patricio Fontanet y Elio Delgado                      | 2:19     |  |